# آنیش کاپور
آنیش کاپور (۱۲ مارس ۱۹۵۴ - بمبئی) مجسمه‌ساز هندی تبار انگلیسی و یکی از پیشگامان هنر مفهومی معاصر بریتانیا محسوب می‌شود. او جوایز متعددی از جمله جایزه دوسالانه ونیز در سال ۱۹۹۰ و جایزه ترنر در سال ۱۹۹۱ را به دست آورده است. آنیش کاپور در آثار خود تأکید ویژه‌ای بر فرم منحنی دارد و تحدب و تقعر از نشانه‌های مهم آثار او هستند.

## زندگی‌نامه
آنیش کاپور در ۱۲ مارس ۱۹۵۴ در بمبئی هندوستان از مادری یهودی اهل بغداد و پدری هند و پنجابی به دنیا آمد. اجداد مادری‌اش زمانی‌که مادرش نوزاد بود از بغداد به هند مهاجرت کرده‌بودند. در آن برهه زمانی گروه زیادی از مهاجرین یهودی از بغداد به هند سفر کرده و در آنجا زندگی می‌کردند. مادر کاپور با تربیت هندی یهودی بزرگ شده‌بود.
کاپور سال‌های نخستین زندگی را در بمبئی و سپس در درادون، شهری در شمال هند گذراند. او در سال ۱۹۷۱ به اسراییل سفر و تا ۱۹۷۳ در آن‌جا اقامت کرد. آنیش کاپور ابتدا به تحصیل در رشته مهندسی برق مشغول شد ولی بعد از شش ماه به علت دشواری در یادگیری ریاضیات از تحصیل در این رشته منصرف شد. در اسراییل بود که تصمیم گرفت هنرمند شود. در سال ۱۹۷۳ اسراییل را به مقصد بریتانیا به قصد تحصیل در رشته هنر ترک کرد و در کالج هنر هورنزی شروع به تحصیل کرد. در این کالج با هنرمندی به نام پل نیگو آشنا شد. پل نیگو الگو و سرمشق هنری آنیش در آینده حرفه‌ایش بود.

## کارنامه هنری

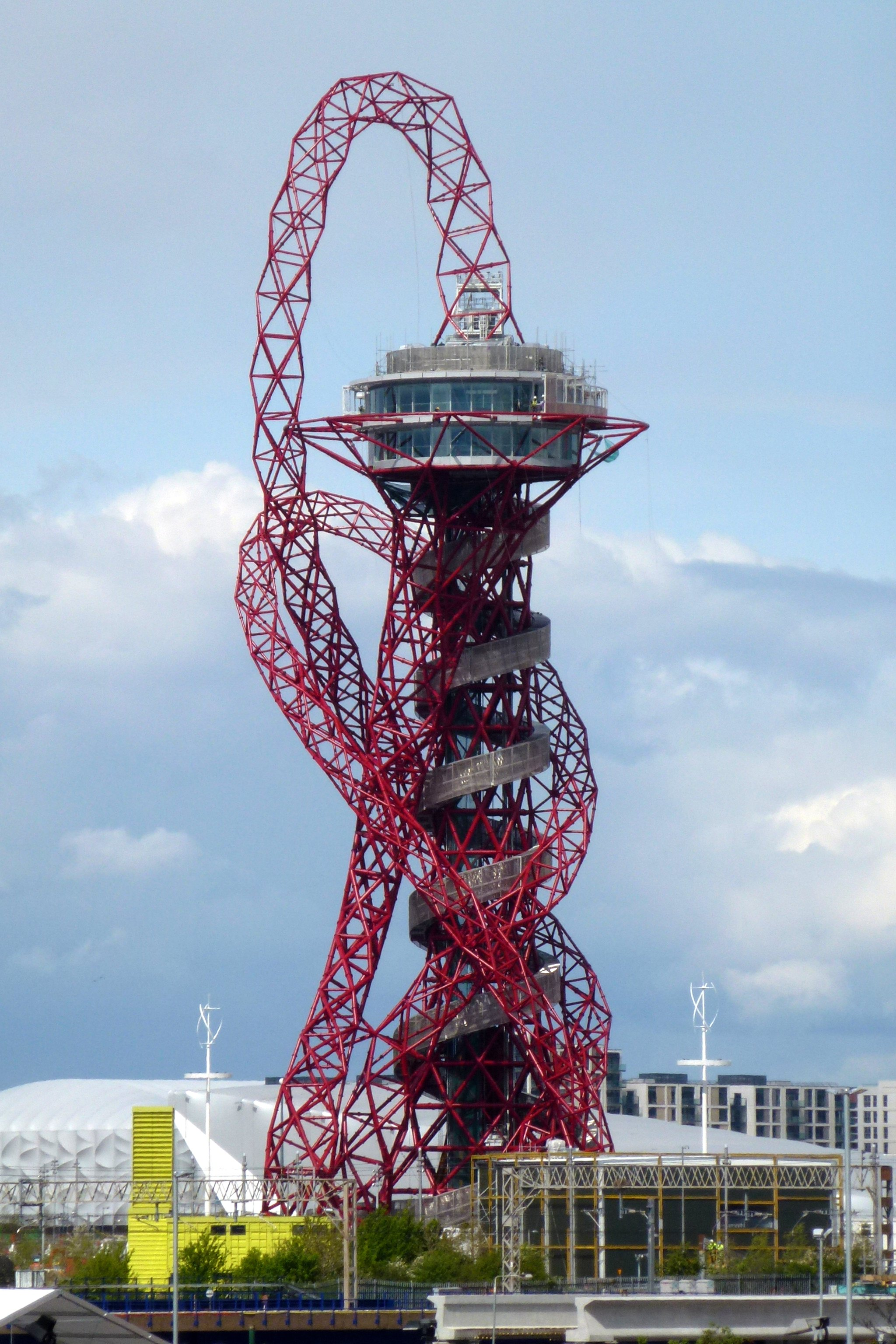
آرکلارمیتال اربیت، استرتفورد لندن

آنیش کاپور در دهه هفتاد میلادی برای تحصیل هنر به لندن رفت و بین سال‌های ۱۹۷۲ تا ۱۹۷۷ در کالج هنر Hornsey و بعد از آن در سال‌های ۱۹۷۷ تا ۱۹۷۸ در مدرسه هنر و طراحی چلسی مشغول به تحصیل شد. در سال ۱۹۸۰، اولین نمایش انفرادی خود را در پاتریس الکساندر پاریس و اولین نمایشگاه انفرادی در گالری عمومی را در سال ۱۹۸۲ با عنوان هنرمند مقیم در گالری هنری واکر در لیورپول برگزار کرد. در سال ۱۹۸۲ بود که نمایشگاهی از میان انبوه نمایشگاه‌های انفرادی خود را در گالری لیسون لندن برپا کرد و در سال ۱۹۸۴ اولین نمایش انفرادی را در گالری باربارا گلدستون، نیویورک اجرا کرد.
او در سال ۱۹۹۰ به نمایندگی از انگلستان در دوسالانه ونیز شرکت کرد و برنده جایزه پرمیو دومیلا شد. او همچنین در سال ۱۹۹۱ میلادی برنده جایزه هنری ترنر شد و در سال ۲۰۰۲ مسئول طراحی مجسمه‌ای برای سالن توربین نگارخانه تیت مدرن لندن شد. آنیش کاپور در سال ۱۹۹۹ به عضویت فرهنگستان سلطنتی برگزیده شد. او در سال ۲۰۰۳ نشان افتخار سلطنتی بریتانیا و در سال ۲۰۱۱ نشان افتخار فرهنگ و هنر فرانسه را دریافت کرد.
او در بسیاری از نمایشگاه‌های گروهی و انفرادی معتبر سراسر دنبا شرکت جست و چیدمان‌های بسیاری در نمایشگاه‌های بزرگ اجرا کرده‌است. از مجسمه‌های قابل توجه او که در معرض نمایش عمومی قرار گرفته می‌توان به این آثار اشاره کرد: دروازه ابر در میلنیوم پارک شیکاگو، آیینه آسمان که در سال ۲۰۰۶ در مرکز راکفلر نیویورک و سال ۲۰۱۱ در باغ کینگزتون نمایش داده شد، تِمِنوس در میدلزبرا انگلستان و آرکلارمیتال اربیت در استرتفورد لندن که برای المپیک سفارش داده شده و به عنوان اثر هنری دائمی در کنار پارک المپیک ساخته شده و بینندگان می‌توانند از این مجسمه که ۱۱۵ متر ارتفاع دارد بالا بروند و دید خوبی از استادیوم المپیک داشته باشند. او همچنین سفارش‌های بزرگی را در سال ۲۰۰۰ از جمله تارانتانتارا برای مجموعه هنر معاصر بالتیک در گیتس شید، پارابولیک واترز برای پروژه تجسمی کنید هزاره در لندن و همچنین در سال ۲۰۰۲ مارسیاس برای تورباین‌هال، تیت مدرن لندن اجرا کرده‌است.
او طی سال‌ها با مواد کاملاً متفاوتی از قبیل ماسه‌سنگ، سنگ مرمریت، بتن، آهن و فولاد کار کرده‌است. رنگ همواره به عنوان یک عنصر نمادین، در آثار او حفظ شده اشت و همیشه نقش خود را به عنوان نیروی محرک و آگاه‌کننده نشان داده‌است.
کاپور طی دهه گذشته، موفق به دریافت دکترای افتخاری و بورس از موسسات آکادمیک شده‌است و در سال ۲۰۰۳ لقب CBE گرفت. او در لندن زندگی و همچنان مشغول به کار است.

## نگارخانه

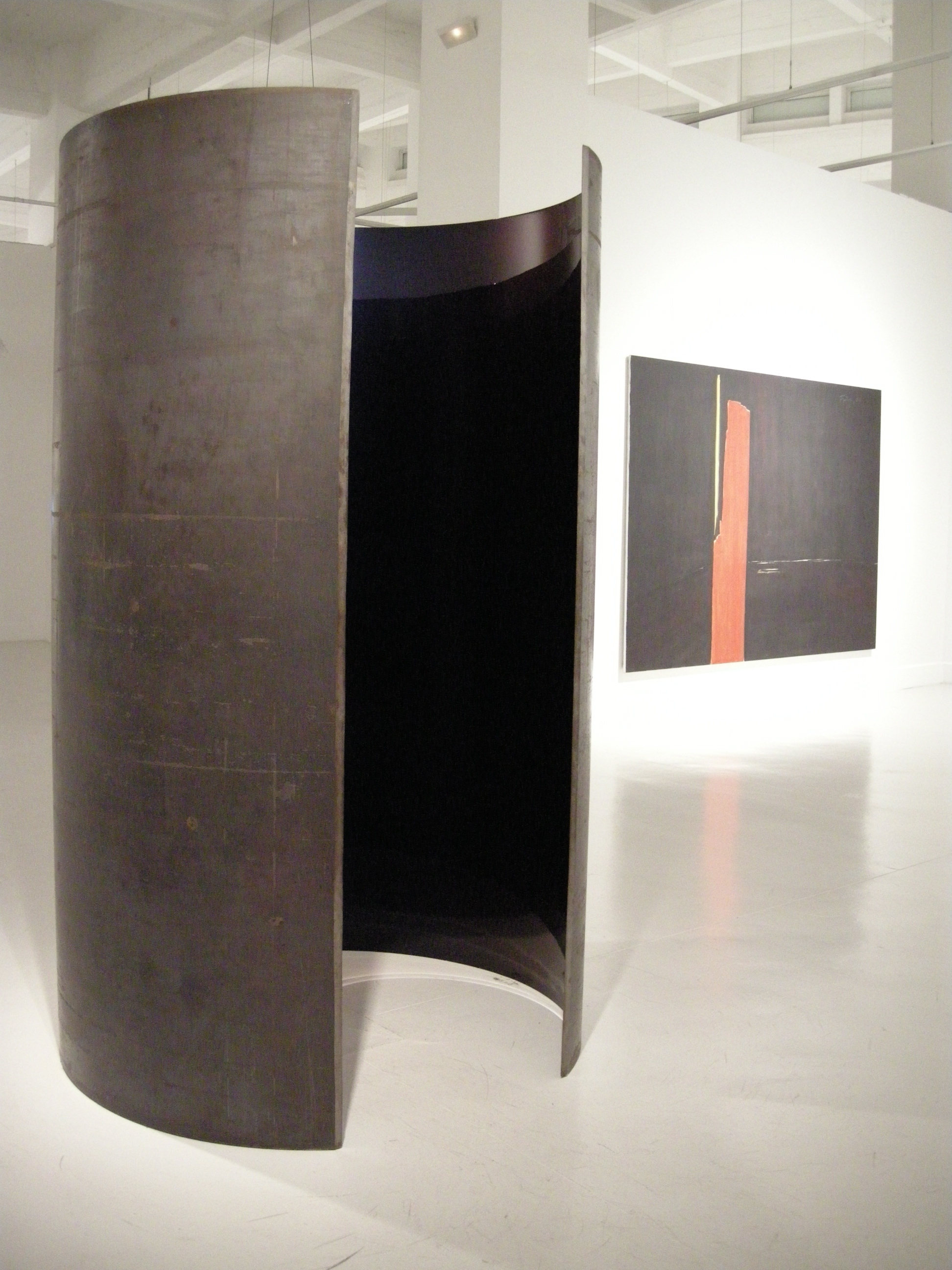
مالاگا، اسپانیا
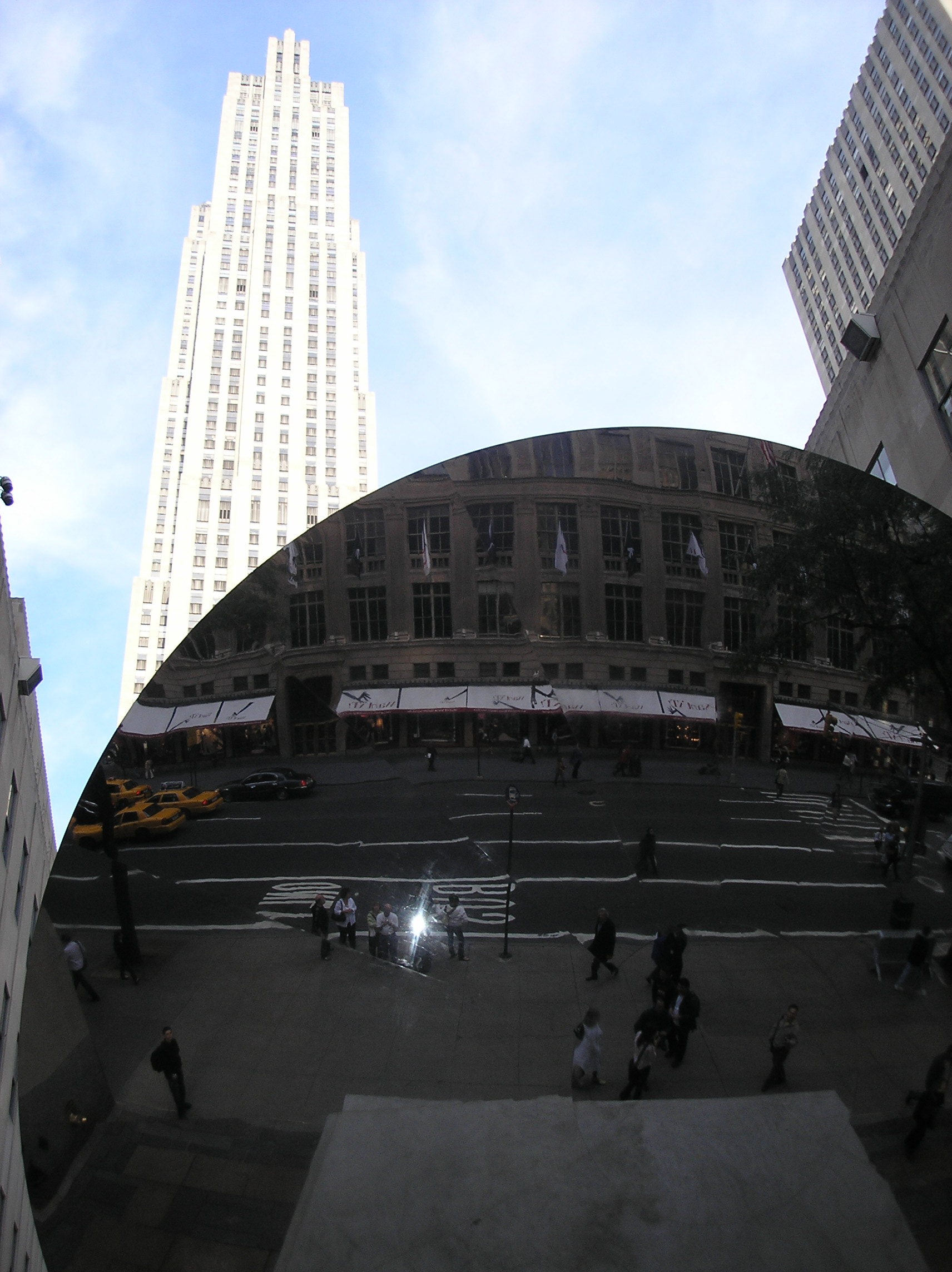
آئینه آسمان، نیویورک، امریکا
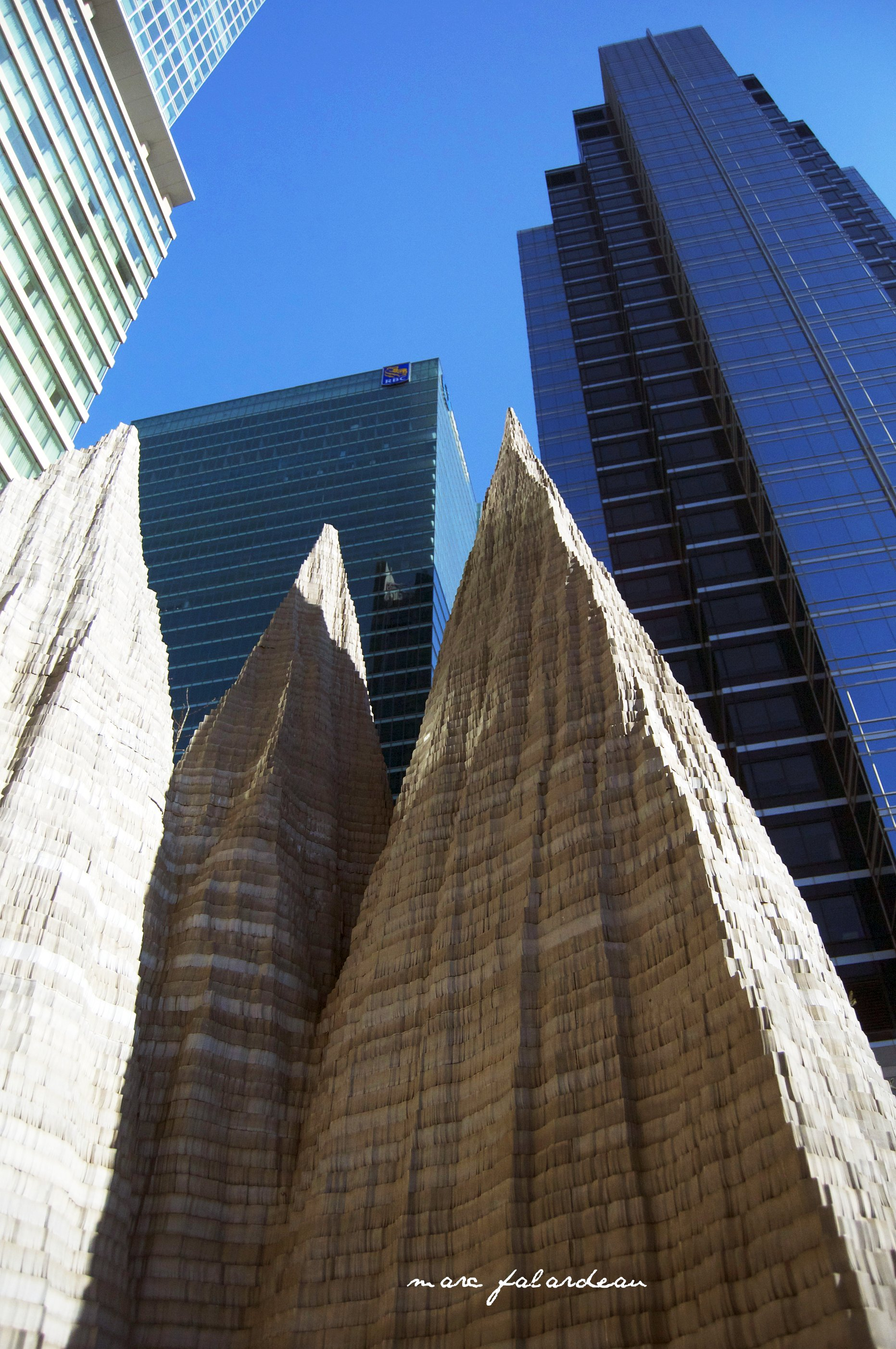
تورنتو، کانادا
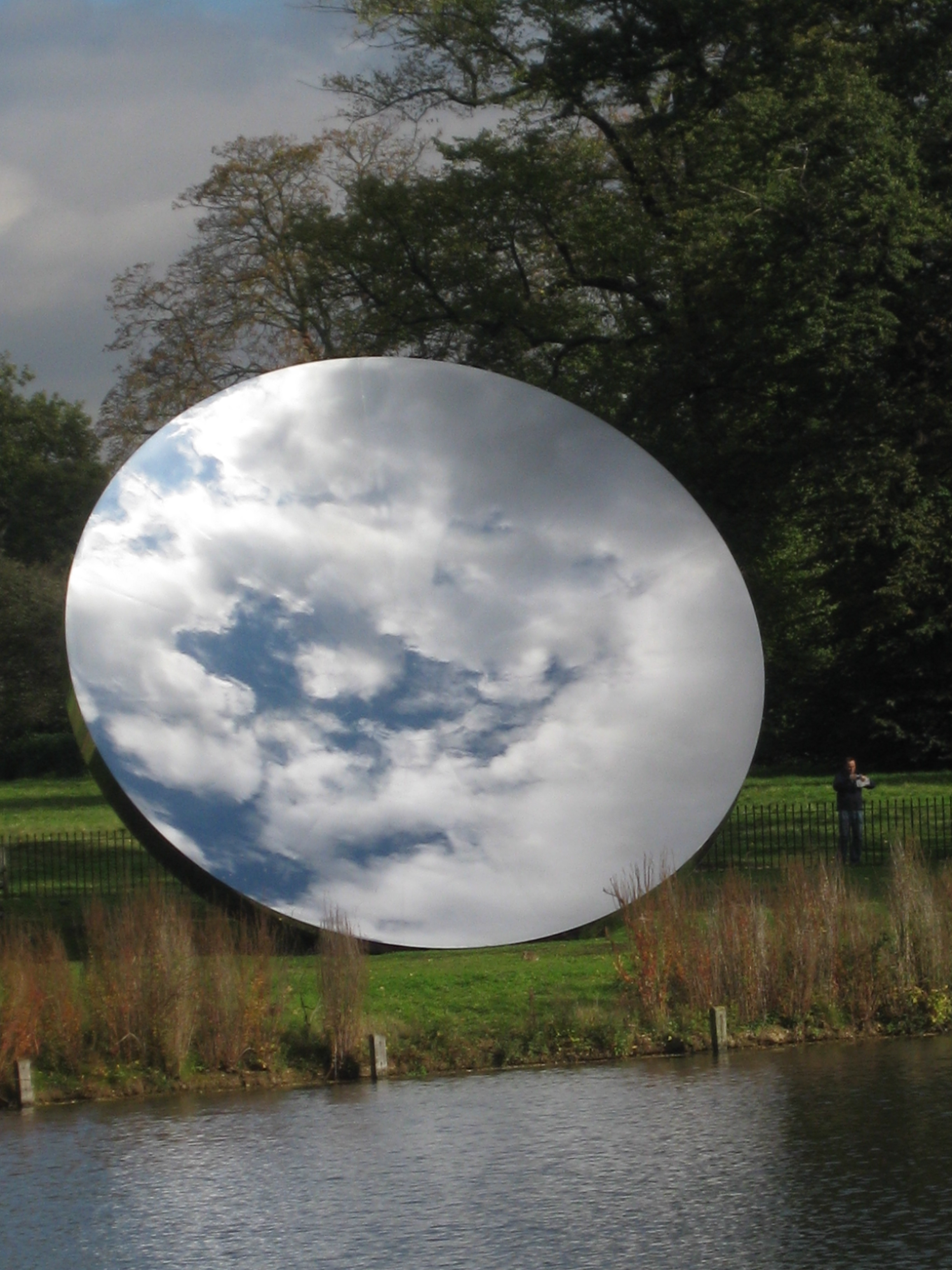
آئینه آسمان، باغ کینگزتون، لندن، انگلستان
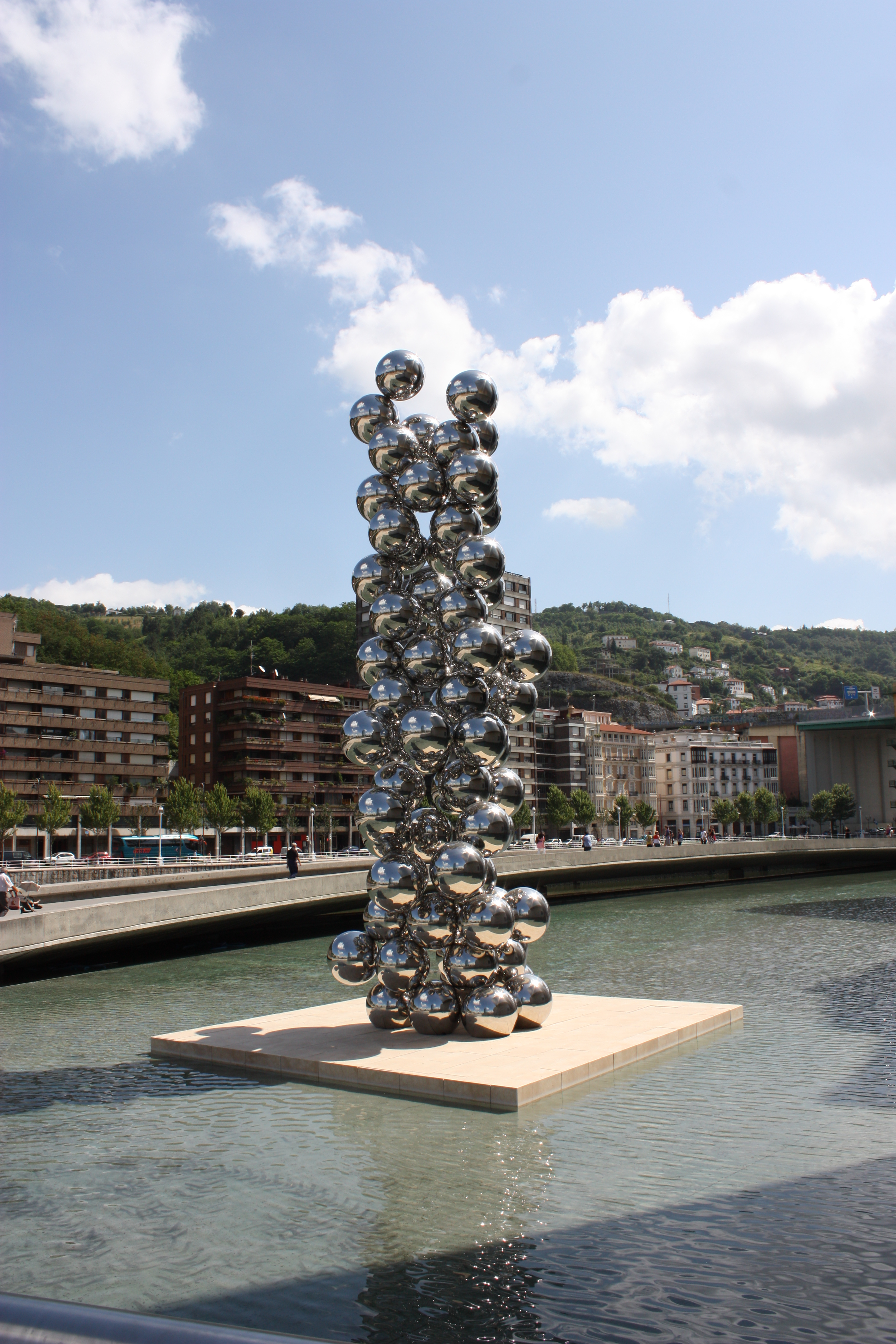
بیلبائو، اسپانیا
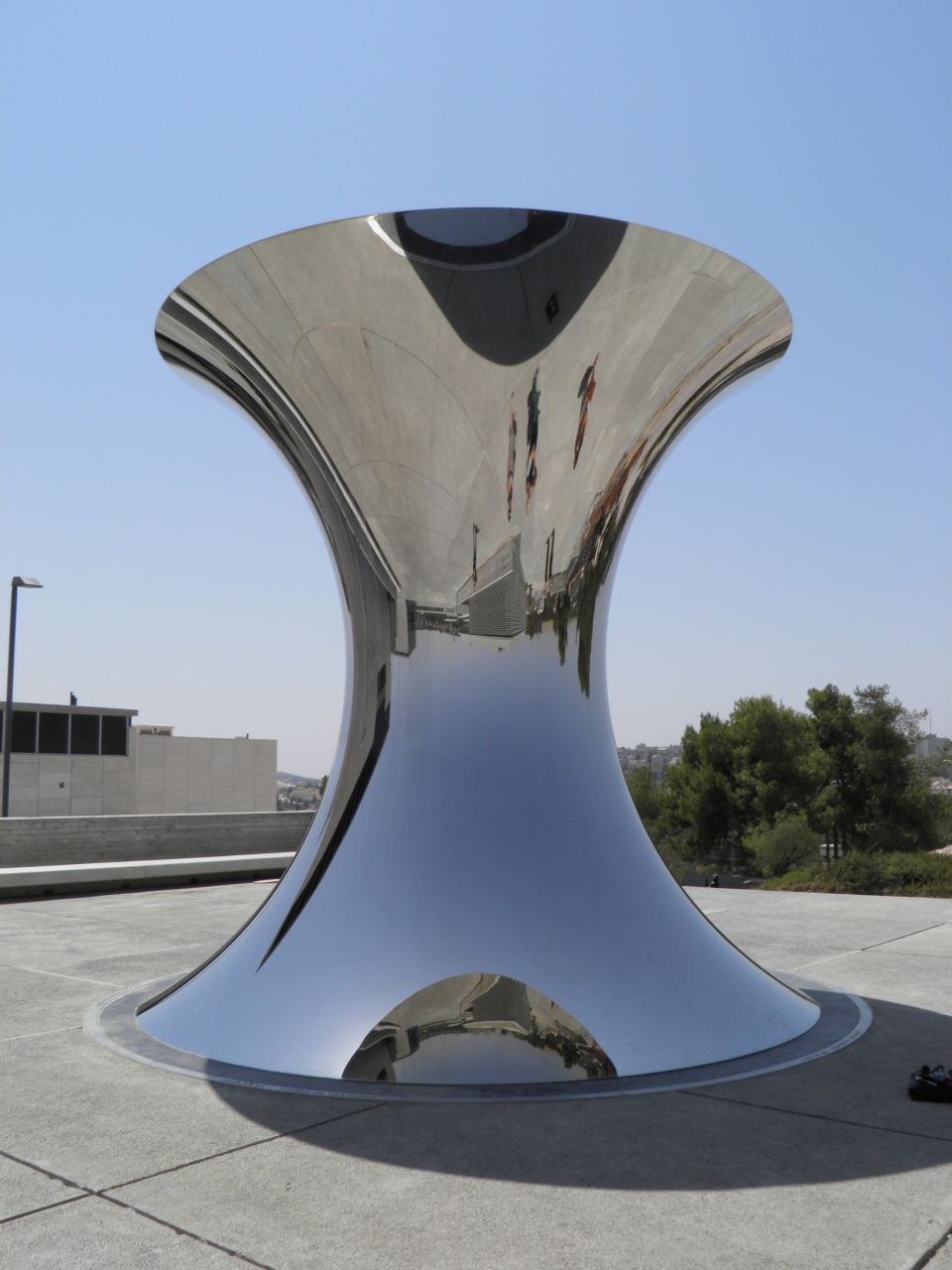
موزه اسرائیل